# Noël-Simon Caroché
Noël-Simon Caroché ou Carochez (ou encore Carroché/Carrochez), né à Paris le 23 juin 1744, mort à Paris en 1813, est un fabricant d'instruments optiques et scientifiques. 

## Biographie
Noël-Simon Caroché entre en apprentissage le 14 octobre 1759.
Vers 1767/1768, le lieutenant de vaisseaux Charles de Charnières propose un instrument nouveau, le mégamètre, pour l'application à la détermination des longitudes à la mer par la méthode des distances lunaires. Carochez fabrique alors quelques instruments de ce type dont l'un est testé par Jean Chappe pendant son expédition en Californie pour le transit de Vénus en 1769. La même année, il est chargé de l'inventaire après décès du constructeur d'instrument Claude-Siméon Passemant. 
Un peu plus tard il travaille pour Alexis-Marie Rochon au cabinet royal de physique au château de La Muette à Passy. En 1787, il accompagne Jean-Dominique Cassini dans un voyage en Angleterre, où il visite les ateliers de Ramden et Peter Dollond et rencontre William Herschel. Il entreprend ensuite la fabrication de lunettes achromatiques. Carochez s'attelle aussi aux miroirs de télescopes, alors en bronze poli allié au platine. Il signe deux de ces instruments comme « Opticien de Monsieur » (le frère de Louis XVI, futur Louis XVIII).
Il est crédité d'avoir été l'un des premiers opticiens à savoir fabriquer des miroirs à surfaces plans parallèles pour les instruments de navigation, octants, sextants, cercles entiers. Apprécié comme constructeur d'instruments astronomiques par Jean-Charles de Borda, Pierre-Simon de Laplace et Pierre Méchain, il figure en 1795 parmi les premiers membres du Bureau des longitudes avec le rang d'artiste en qualité d'opticien. Il travaille avec Antoine Lavoisier dans la commission des poids et mesures qui instaure le système métrique. Il meurt le 4 novembre 1813.